# Новий Стародуб
Но́вий Староду́б (в минулому — Вовнянка (Овнянка), Абрамівка) — село в Україні, у Олександрійському районі Кіровоградської області. Входить до складу Петрівської селищної громади. Колишній центр сільської ради. Населення становить 4 964 осіб.

## Історія
У 1754–1759 й 1761–1764 під назвою Вовнянка (Овнянка) входило до складу Новослобідського козацького полку.
Станом на 1886 рік у містечку, центрі Новостародубської волості Олександрійського повіту Херсонської губернії, мешкало 2 811 осіб, налічувалось 545 дворових господарств, існувала православна церква, єврейський молитовний будинок, школа, земська станція, три лавки та три постоялих двори, проходило чотири щорічні ярмарки: Георгіївська 23 квітня, Онуфріївська 12 червня, Іллінська 20 червня та Параскопіївська 14 жовтня. За 18 верст — лісова пристань.
В «Енциклопедичному словнику Брокгауза і Єфрона» (1890—1907) згадується «Ново-Стародуб (Абрамівка) — містечко Олександрійського повіту Херсонської губернії при річках Інгульці, Бешці та Вовнянці, у якому налічувалось дворів близько 560, мешканців 3 100. Колишня слобода, яка виникла при переселенні сербів, згодом військове поселення, перейменоване в містечко в 1860 році. Церква, єврейський молитовний дім, школа; 4 ярмарки».
Село постраждало внаслідок геноциду українського народу, проведеного урядом СРСР 1932–1933 та 1946–1947. Частину пухлих дітей від смерті порятували працівники середньої школи (весна 1933). Типовою для мешканців села була історія підлітка Анастасії Давиденко (1919 року народження):
| Люди працювали по совісті, старалися. За їхню працю не одержали нічого. А що з городу зібрали, треба віддати за різні податки. ...Вже взимку почали вмирати. Першою померла бабуся, за нею незабаром помер дідусь. Я згадую, які дужі були дід та батько, а голод звалив. Ранньою весною помер батько. Я бачу його благаючі очі перед смертю, він сказав: «Ой, як хотілося ще годочків п'ять пожить...». Помер. У травні 33-го я йду зі школи, плутаюсь пухлими ногами, а мені гукнули сусіди, що мама померла. Горе за горем. А сили не було оплакати матір. Немічні падали біля неї, бо знали, що й нам судилася така доля. Обривали листки з берестка, сушили, терли і місили на коржики. Вони теж гіркі. Від цього бур'яну почали викидати пекучі нариви, і старший брат помер від ран... |
У 1941 році німецькі війська зайняли село, а вже у грудні 1943 року радянські війська реокупували село.

## Населення
Згідно з переписом УРСР 1989 року чисельність наявного населення села становила 4515 осіб, з яких 2011 чоловіків та 2504 жінки.
За переписом населення України 2001 року в селі мешкала 4961 особа.

### Мова
Розподіл населення за рідною мовою за даними перепису 2001 року:
| Мова       | Відсоток |
| ---------- | -------- |
| українська | 89,42 %  |
| російська  | 8,18 %   |
| вірменська | 1,37 %   |
| молдовська | 0,32 %   |
| білоруська | 0,24 %   |
| циганська  | 0,08 %   |
| болгарська | 0,02 %   |
| інші       | 0,37 %   |

## Відомі люди
- Кравчинський Сергій Михайлович — революціонер-народник, письменник.
- Погорілий Семен Олексійович (1915—1945) — Герой Радянського Союзу.
- Стояновський Дмитро Микитович — заслужений лікар України.
- Матяш Микита Маркович (1897—1988) — Герой Соціалістичної Праці.
- Лубенець Григорій Кузьмович (1913—1988) — Герой Соціалістичної праці
- Проданюк Сергій Григорович (1968—2018) — солдат Збройних сил України, учасник російсько-української війни.